# Maui
Pour les articles homonymes, voir Maui (homonymie).
Maui est la deuxième plus grande île de l'archipel d'Hawaï, avec une superficie de 1 902 km2 et un littoral de 240 kilomètres de longueur. Elle fait partie de l'État d'Hawaï, aux États-Unis, et forme le comté de Maui avec trois autres îles, Molokai, Lanai et Kahoolawe. Elle se situe à 14,4 km au sud-est de l'île de Molokai et à 47 km au nord-nord-ouest de l'île de Hawaï.
Selon la tradition hawaïenne, le nom de l'île est lié à la légende de Hawai'iloa, le navigateur polynésien qui aurait découvert l'archipel. L'île aurait été nommée d'après un des fils de Hawai'iloa, qui tenait lui-même son nom de Māui, un demi-dieu hawaïen, qui aurait fait sortir l'archipel de la mer. Maui est également appelée The Valley Isle (« l'ile Vallée ») d'après l'isthme très fertile qui sépare ses deux volcans, Haleakalā et Mauna Kahalawai.

## Localités
- Haiku-Pauwela
- Hana
- Kahului
- Kīhei (incluant Wailea et Makena)
- Kula
- Lahaina (incluant Kāʻanapali et Kapalua)
- Makawao
- Pāʻia
- Pukalani
- Wailuku

## Démographie
| 1950   | 1960   | 1970   | 1980   | 1990   | 2000    |
| ------ | ------ | ------ | ------ | ------ | ------- |
| 40 103 | 35 717 | 38 691 | 62 823 | 91 361 | 128 094 |

| 2010    | - | - | - | - | - |
| ------- | - | - | - | - | - |
| 154 834 | - | - | - | - | - |

## Galerie

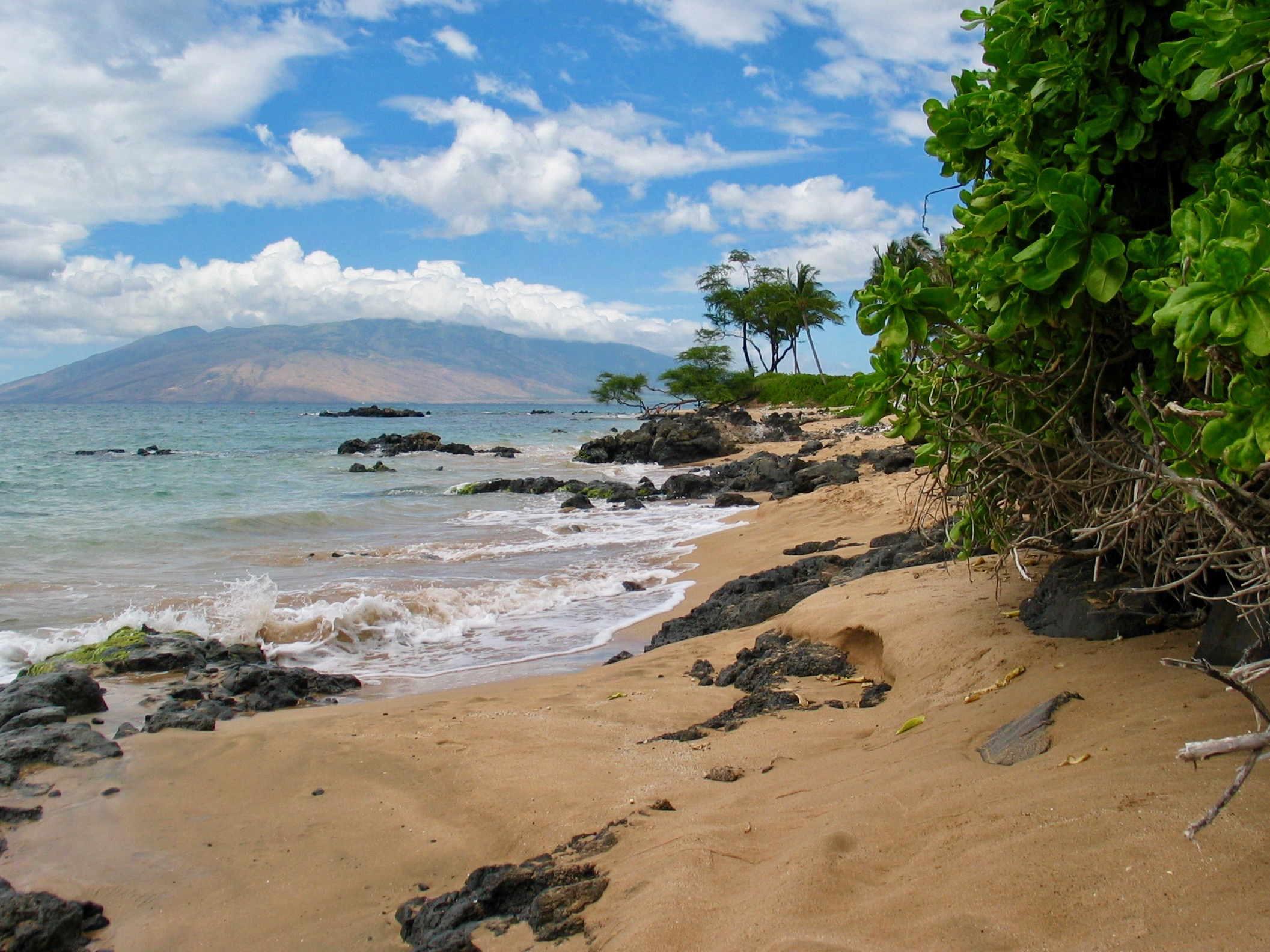
Plage de Kihei
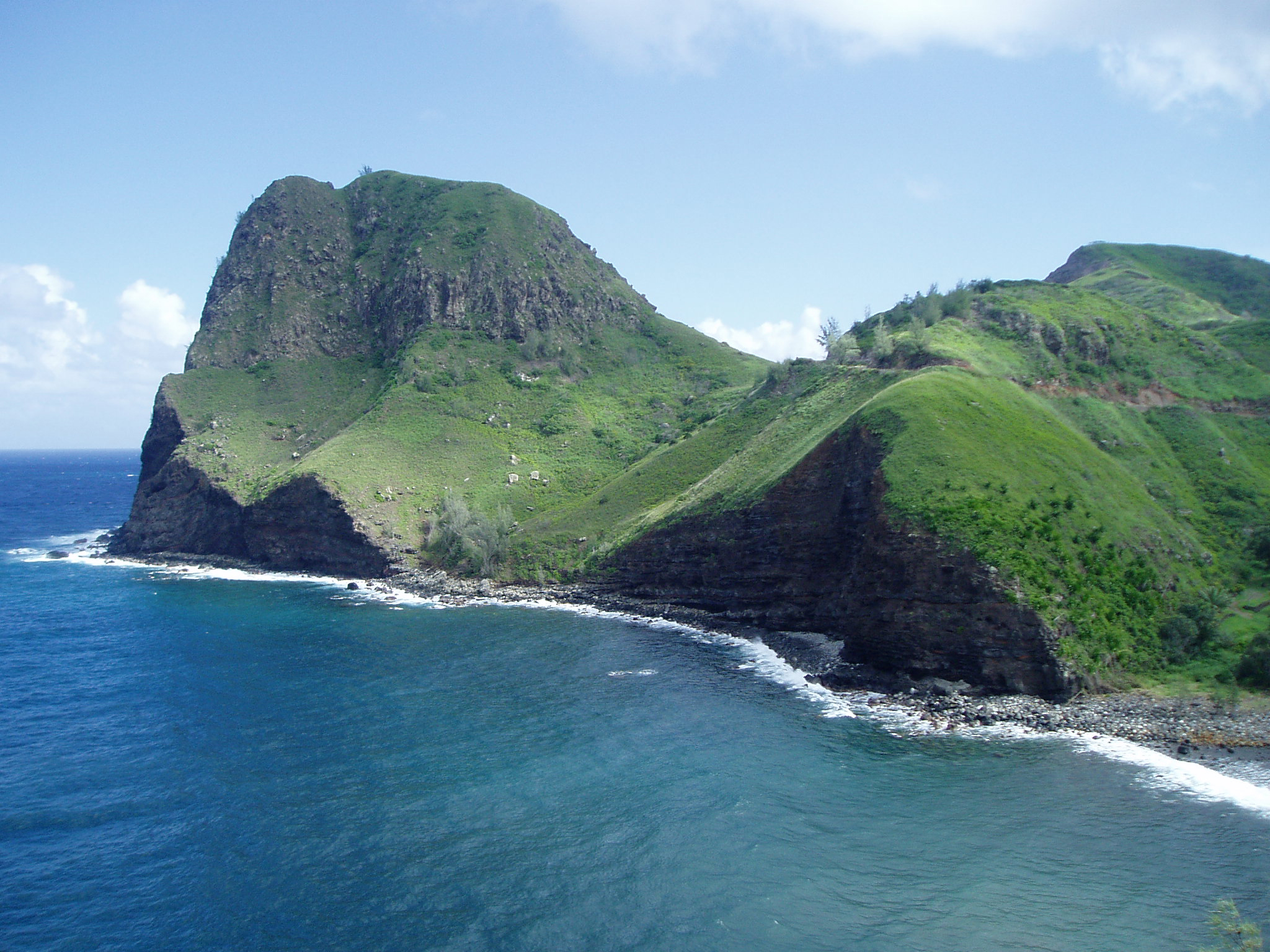
Baie de Kahakuloa
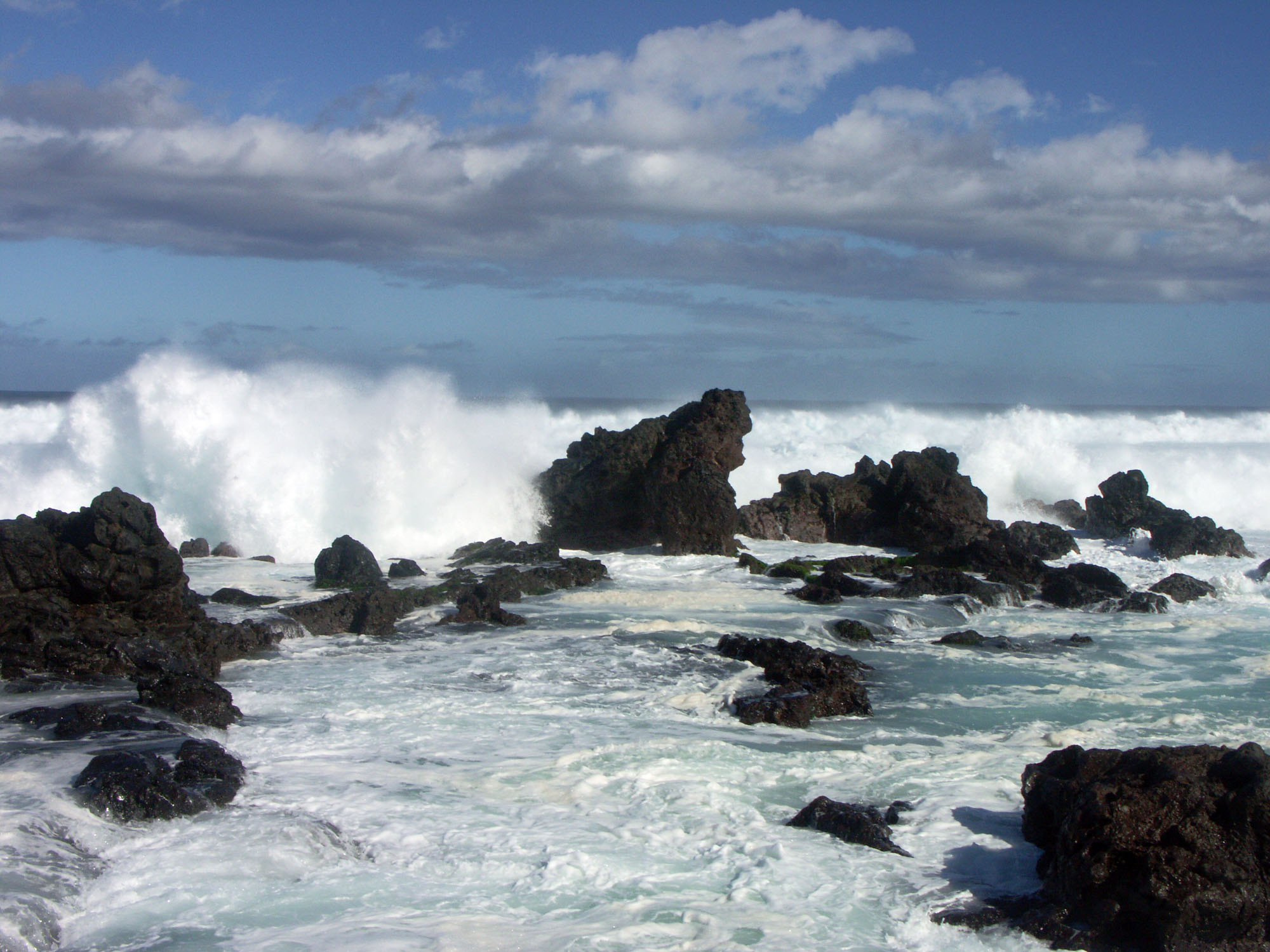
Rochers sur la plage d'Ho'okipa